# Pholas Dactylus (gruppo musicale)
I Pholas Dactylus sono una progressive rock band italiana attiva attorno al 1970 e successivamente riunitasi attorno al 2014. Il nome è ispirato a quello di una conchiglia.

## Storia dei Pholas Dactylus

### 1972: Le origini dei Pholas Dactylus e i concerti
I Pholas Dactylus nacquero nel 1972 nel milanese da un casuale incontro di suoi membri che in precedenza avevano fatto parte di band di musica beat e rock progressivo italiano di risonanza locale. La band era caratterizzata dalla grande varietà di provenienza culturale e sociale dei suoi membri, che prima di allora avevano sempre avuto contatti sporadici tra loro. Al principio l'idea della band nacque da Eleino Colladet proveniente dai Macus 67, che riunì Rinaldo Linati e gli ex membri de I Puritani Valentino Galbusera e Giampiero Nava, per poi ampliare la formazione di li a qualche mese. Anche il nome fu scelto per pura casualità da Rinaldo Linati, che trovò la conchiglia Pholas Dactylus su una scatola di fiammiferi.
Nello stesso anno i Pholas Dactylus esordirono al Meeting Pop Festival di Genova, per poi realizzare una serie di concerti che proponevano una miscela di poesia visionaria composta in scrittura automatica di ispirazione kardechiana e rock d’avanguardia. Tra questi va ricordato il live italiano assieme agli Amon Düül II, che li vide aprire il concerto del 12 luglio 1972 al Piper 2000 di Viareggio.

### 1973:"Concerto delle menti"e declino della band
Di li a poco, la formazione composta da Valentino Galbusera alle tastiere, Maurizio Pancotti al piano elettrico, Giampiero Nava alla batteria, Paolo Carelli alla voce, Eleino Colledet alla chitarra e Rinaldo Linati al basso elettrico pubblicò Concerto delle menti edito per la genovese Magma nel 1973. L'album, declinato nella forma del concept album, aveva una struttura molto innovativa, tra progressive rock, jazz rock e avanguardia. Sviluppato in un'unica traccia di 53 minuti, la cui interruzione era dovuta esclusivamente dai limiti tecnici dell'epoca nell'utilizzo del disco in vinile, l'album vedeva parti vocali scritte e declamate da Paolo Carelli e parti di composizione musicali tenute piuttosto separate, con una resa strutturale quasi teatrale. Gli ambienti musicali evolvevano in paesaggi sonori spesso cupi e oppressivi, gotici e apocalittici, con un abbondante utilizzo delle tastiere. Nel 1973 partecipano al Festival Pop di Viterbo insieme ad altri artisti come Alan Sorrenti, Mauro Pelosi e molti altri.
Dopo questo esordio i Pholas Dactylus si misero al lavoro in nuovi progetti, che andarono però a scontrarsi con una serie di incidenti e incomprensioni che portarono allo scioglimento della band.

### 2019: il ritorno con "Hieros Gamos"
Circa quarant'anni dopo l'interruzione di ogni tipo di rapporto tra i componenti il gruppo, alcuni sporadici e titubanti avvicinamenti aprirono una porta verso la possibile realizzazione di un nuovo album.
Il lavoro di preparazione venne segnato dalla dipartita del batterista Giampiero Nava, nel 2014 (a lui verrà dedicata la title track); dopo un periodo di interruzione, nel 2016 i rimanenti componenti del gruppo (Maurizio Pancotti, Paolo Carelli e Rinaldo Linati) decisero di avvalersi del contributo di altri due musicisti (Csaba Papp alla batteria e Tobias Winter alla chitarra) per portare a compimento l'opera. Fu fondamentale in questo senso la forte insistenza di Gino Gallina e di suo figlio Giuseppe.
L'album, intitolato Hieros Gamos fu pubblicato infine nel giugno del 2019.
Hieros Gamos ("nozze sacre", in greco) è un lavoro diviso in 2 parti (Hieros Gamos  / Ognuno da lande diverse) che prevede il "sequel" che dà anche nome all'intero progetto e gli universi musicali, le esperienze e le poetiche artistiche di ogni singolo componente.
Il sequel è costituito da 12 momenti musicali che hanno come filo conduttore l'unione "alchemica" tra opposti indispensabile per mantenere quella forza emozionale dell'atto creativo (vecchi/medie/giovani generazioni, musicisti presenti/assenti, stili e generi musicali contrapposti).

## Formazione (1973)
- Paolo Carelli – voce recitante
- Valentino Galbusera – tastiere
- Maurizio Pancotti – pianoforte
- Eleino Colladet – chitarra
- Rinaldo Linati – basso
- Giampiero Nava – batteria

## Discografia

### Album in studio
- 1973 - Concerto delle menti
- 2019 - Hieros Gamos

### Singoli
- 1973 - Estratto Del "Concerto Delle Menti"

## Riconoscimenti
Seppure la band venga spesso ricordata come una "meteora" o come uno dei gruppi "minori" del panorama progressivo italiano degli anni Settanta, soprattutto a causa della brevità della loro vita, nondimeno Concerto delle menti è a oggi considerato dalla critica come un'opera pregevolissima, scevra dai barocchismi di cui molte volte il progressive si fregia, oppure come "uno dei grandi gioielli nascosti degli anni settanta italiani" raggiungendo uno "status di leggendarietà tale da farlo spesso comparire nelle discografie ragionate dedicate al progressive italiano, al fianco dei colossi del genere". Un esempio ne è il libro "I 100 migliori dischi del Progressive italiano" (2014, Tsunami Edizioni) di Mox Cristadoro.